# Грант, Джулия
Джулия Боггс Дент-Грант (англ. Julia Boggs Dent-Grant; 26 января 1826, Сент-Луис, Миссури — 14 декабря 1902, Вашингтон) — супруга президента Улисса Гранта и Первая леди США с 1869 по 1877 год.

## Биография
Грант родилась на плантации Уайт Хейвен в Сент-Луисе, Миссури, в семье полковника Фредерика Дента и Эллен Уреншелл-Дент. С детства страдала косоглазием. В воспоминаниях о детстве она говорила: «Одно длинное лето солнца, цветов и улыбки». Обучалась в школе-интернате миссис Мейрус в Сент-Луисе. Во время чествования брата Фредерика в Вест-Пойнте получила от него кольцо, которое впоследствии носила.

## Свадьба и семья
Грант сделал предложение несколько раз, прежде чем Джулия согласилась. В 1844 году пара приняла четырёхлетнее обязательство, прерванное американо-мексиканской войной, во время которой они виделись лишь однажды.
22 августа 1848 года Улисс Грант женился на Джулии Дент на плантации Уайт Хейвен. Родители Гранта отказались присутствовать на свадьбе, так как Денты были рабовладельцами. Но с Джулией они смирились.
После свадьбы Джулия часто сопровождала мужа по военным командировкам. В 1852 году, когда Улисса назначили командующим на западе, Грант вернулась в дом своих родителей.
У супругов Грант было три сына и дочь:
- Фредерик Дент Грант (1850—1912) — солдат, должностное лицо.
- Улисс Грант — младший (1852—1929) — юрист
- Эллен Уреншелл Грант (1855—1922) — домохозяйка
- Джесси Рут Грант (1858—1934) — инженер

## Гражданская война
Грант работал в кожаном магазине отца, когда во время Гражданской войны его призвали волонтёром. Джулия старалась быть вместе с мужем.

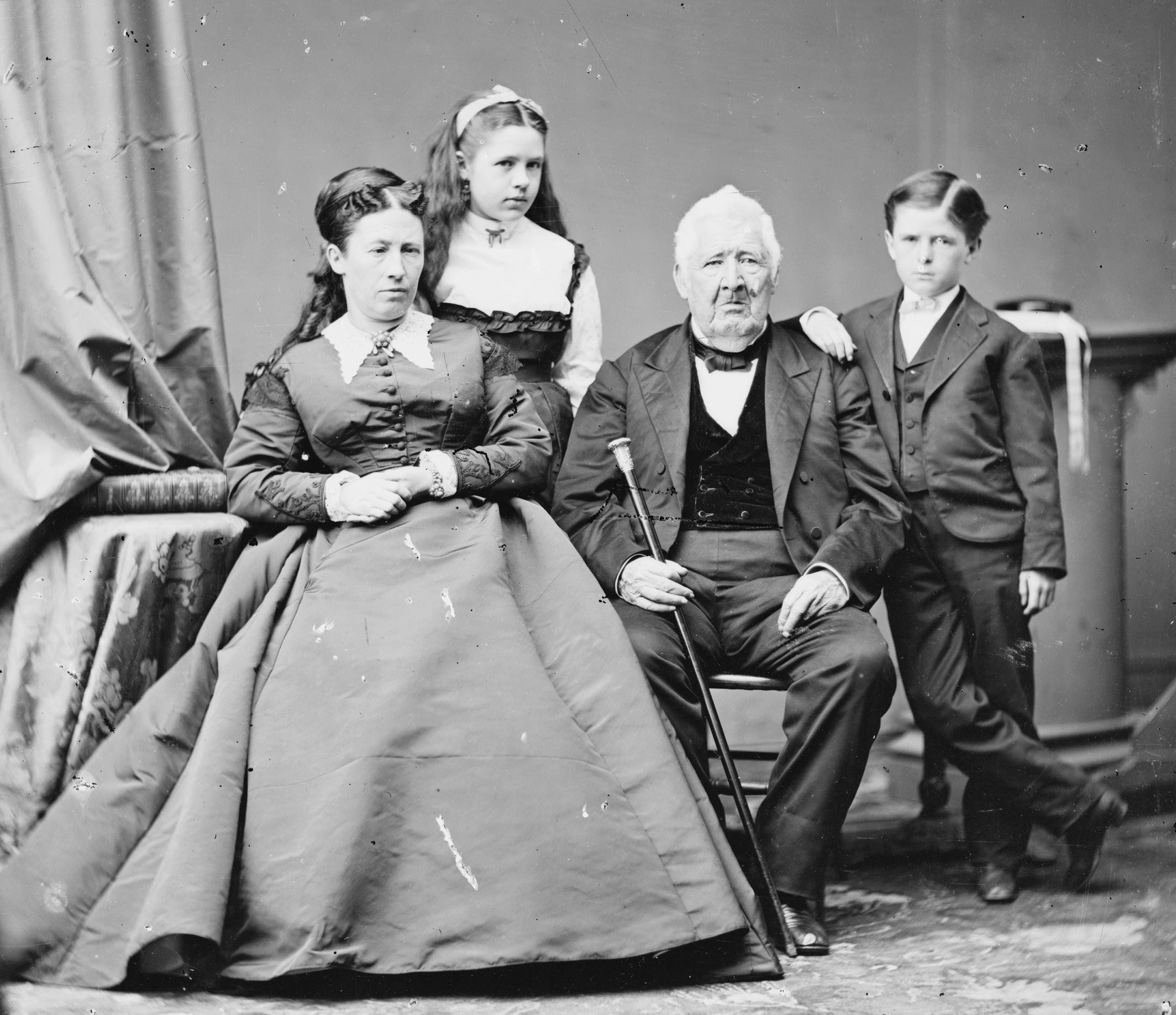
Джулия Грант с дочерью Эллен, сыном Джесси и отцом Фредериком Дентом

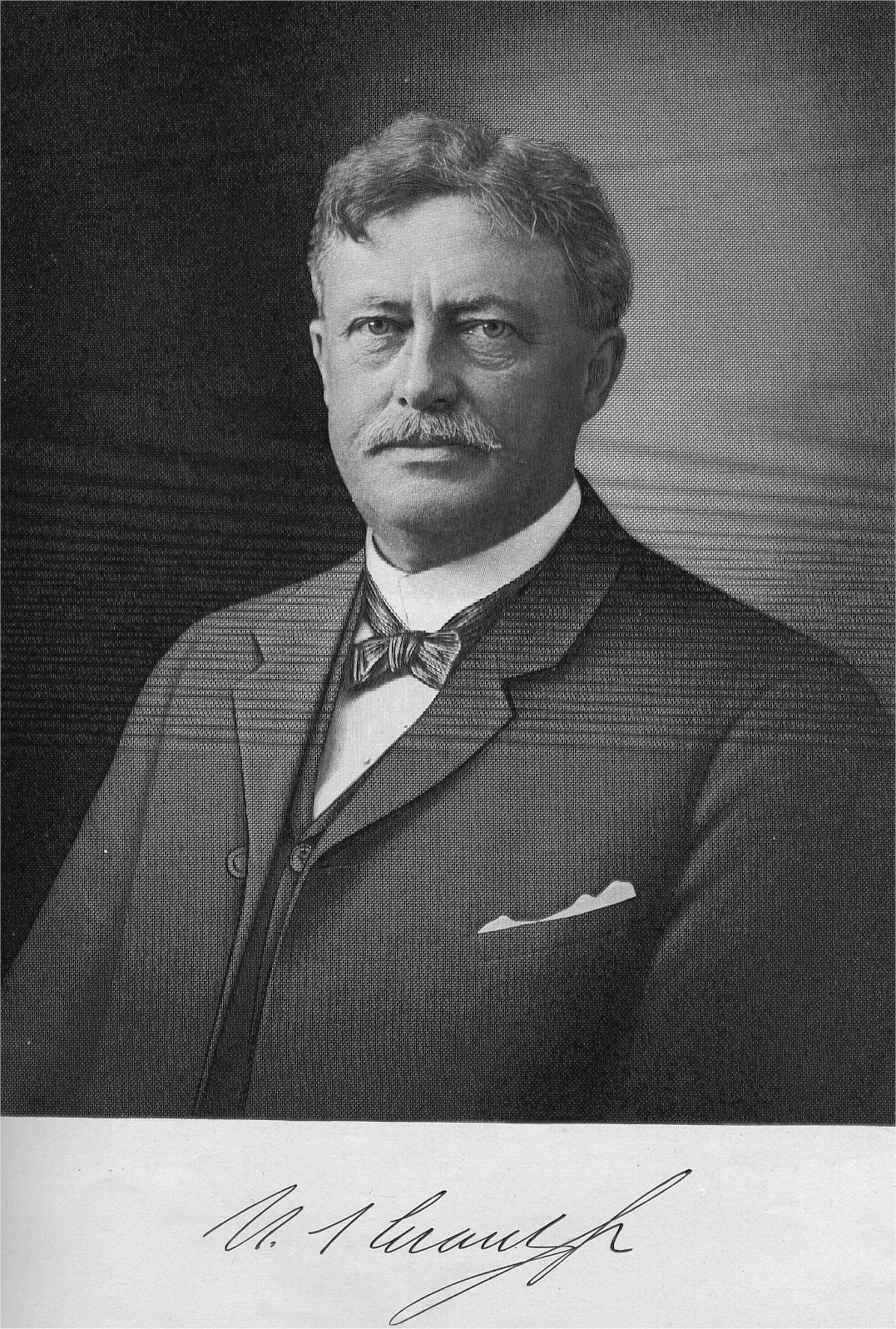
Улисс Грант-младший

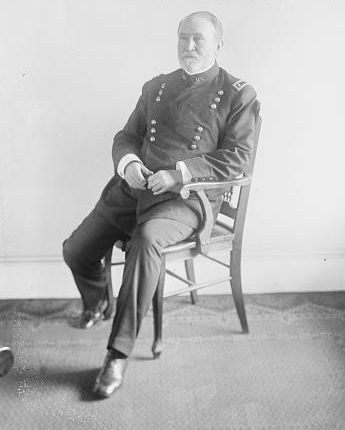
Фредерик Дент Грант в 1908 году

## Первая леди
В 1869 году Джулия Грант стала хозяйкой Белого дома, что она, по её словам, называла «счастливым периодом» своей жизни. Основным социальным моментом стала свадьба дочери в 1874 году. Современники отметили её наряд, драгоценности, шёлк и кружева.
Когда Джулии предложили операцию по коррекции косоглазия, президент Грант сказал, что «любит её такой».

## После президентства
Выехав из Белого дома, супруги устроили кругосветное путешествие. Джулия с удовольствием вспоминала эту поездку. Изюминкой этого путешествия стал ужин, организованный для них королевой Викторией в Виндзорском замке. Их также принял во дворце император Японии Мэйдзи и его жена Харуко.
В 1884 году супруги обанкротились. Чтобы обеспечить жену, Грант написал мемуары, позволившие его семье жить в комфорте. В 1900 году Джулия написала автобиографию «Личные мемуары Джулии Грант», которую опубликовали только в 1965 году.

## Смерть
Джулия Грант умерла 14 декабря 1902 года в Вашингтоне. Похоронена в саркофаге, рядом с мужем, в мавзолее Гранта, Нью-Йорк.